# Persoonia
Die Persoonia sind eine Pflanzengattung innerhalb der Familie der Silberbaumgewächse (Proteaceae). Die 95 bis 101 Arten kommen nur auf Australien vor, dort aber in den meisten Bundesstaaten.

## Beschreibung

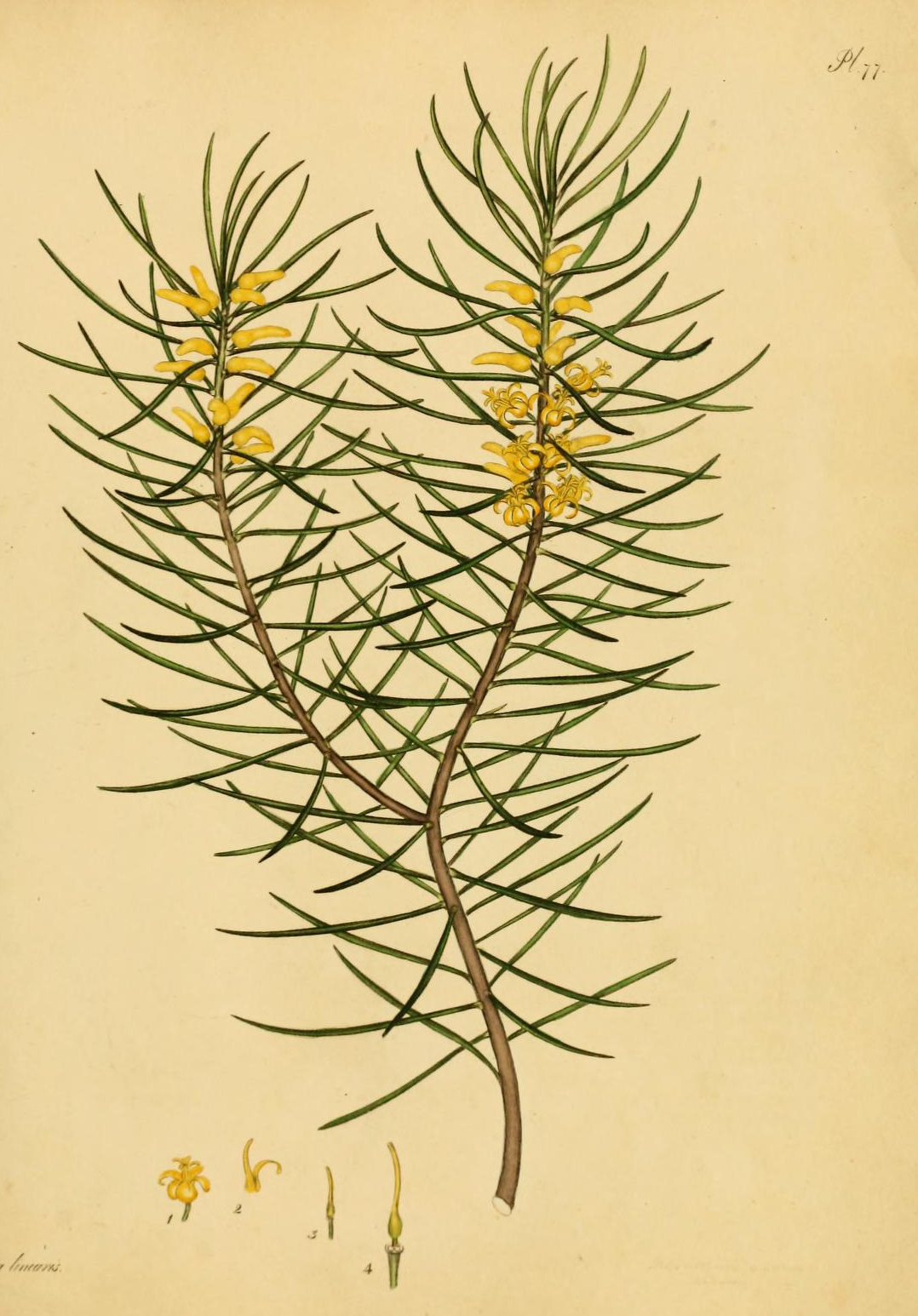
Illustration von Persoonia linearis

### Erscheinungsbild und Blätter
Persoonia-Arten wachsen als immergrüne Sträucher und kleine Bäume, die Wuchshöhen von 0,1 bis 25 Metern erreichen. Die meist wechselständig und spiralig oder selten gegenständig, manchmal mit drei Blättern in einem Quirl an den Zweigen angeordneten Laubblätter sind sitzend bis kurz gestielt. Die einfachen Blattspreiten sind ledrigen oder fleischig. Die Blattränder sind glatt. Es sind keine Nebenblätter vorhanden.

### Blütenstände und Blüten
Die Blüten stehen einzeln oder zu bis zu 70 über schuppenförmigen oder laubblattähnlichen Blättern in seiten- oder endständigen traubigen Blütenständen zusammen.
Die zwittrigen, vierzähligen Blüten sind radiärsymmetrisch bis zygomorph. Es ist nur ein Kreis mit vier freien, meist gelben bis grünen, selten roten, nur an ihrer Basis verwachsene Blütenhüllblättern vorhanden. Es ist nur ein Kreis mit vier untereinander freien Staubblättern vorhanden, entweder sind alle fertil oder eines ist ein Staminodium. Anders als bei verwandten Gattungen sind die Staminodien nicht mit den Narben verwachsen. Die Staubfäden sind mit den Blütenhüllblättern verwachsen, nur manchmal ist der oberste Bereich frei. Die Staubbeutel sind gerade oder zurückgekrümmt und nur manchmal abgeflacht. An der Basis der Fruchtblätter sind ein oder zwei Paare von Nektardrüsen vorhanden, beide gleich sind oder eines davon reduziert ist. Das Gynoeceum ist kürzer oder länger als die Staubblätter. Es ist nur ein höchstens kurz gestieltes, oberständiges Fruchtblatt in jeder Blüten enthalten. Jedes Fruchtblatt enthält nur eine oder zwei Samenanlagen. Der Griffel ist gerade, gebogen bis deutlich zurückgekrümmt.

### Früchte und Samen
Die kahlen Steinfrüchte enthalten meist einen, selten zwei Samen. Die Samen enthalten Endosperm, und der gerade Embryo besitzt meist zwei, aber auch als Besonderheit manchmal bis zu neun Keimblätter (Kotyledonen).

### Chromosomensätze
Die Chromosomengrundzahl beträgt x = 7.

## Ökologie
Die Bestäubung erfolgt durch Insekten (Entomophilie).
Die Ausbreitung der harten Samen führen viele verschiedene Tiere durch, beispielsweise Emus und Känguru-Arten.

## Vorkommen
Die 95 bis 100 Arten kommen nur auf Australien vor, dort aber in den meisten Bundesstaaten. Nur wenige Persoonia-Arten besiedeln auch den Rand der ariden Zone. Es sind nur 16 Arten in Gebieten mit Jahresniederschlägen unter 25 mm. Von diesen 16 kommen 15 im südwestlichen Australien vor und nur 2 Arten, Persoonia pertinax und Persoonia leucopogon weisen ganz aride Verbreitungsgebiete auf. Die größte Artenvielfalt weist Persoonia in den Subtropen Gebieten auf, in Gebieten die topographisch und edaphisch vielfältig sind. Insbesondere kommen Persoonia-Arten auf den Sandebenen des südwestlichen Australiens, in den Küstenebenen und im Great Dividing Range des südöstlichen Australiens vor. Einige Arten erreichen die alpine Zone in Tasmanien und in den australischen Alpen, aber nur wenige erreichen Höhenlagen über 1500 Meter.

## Systematik
Die Gattung Persoonia wurde 1798 durch James Edward Smith in Transactions of the Linnean Society of London, Volume 4, Seite 215 aufgestellt. Typusart ist Persoonia lanceolata Andrews. Es gibt auch die Homonyme Persoonia Willd., es ist ein Synonym von Carapa Aubl. (Meliaceae) und Persoonia Michx., es ist ein Synonym von Trattenikia Pers. (Asteraceae). Der Gattungsname Persoonia ehrt den niederländischen Mykologen und Botaniker Christiaan Hendrik Persoon (1761–1836). Synonyme für Persoonia Sm. sind: Linkia Cav. nom. illeg., nom. rej., Pycnonia L.A.S.Johnson & B.G.Briggs, Pentadactylon C.F.Gaertn.
Die Gattung Persoonia gehört zur Tribus Persoonieae Rchb., der einzigen Tribus der Unterfamilie Persoonideae L.A.S.Johnson & B.G.Briggs innerhalb der Familie Proteaceae.
Zur Gattung Persoonia gehören 95 bis 101 Arten:
| - Rufiflora Gruppe: Sie enthält drei Arten: - Persoonia brevirhachis P.H.Weston - Persoonia inconspicua P.H.Weston - Persoonia rufiflora Meisn. - Laurina Gruppe: Sie enthält drei Arten: - Persoonia confertiflora Benth. - Persoonia laurina Pers. - Persoonia silvatica L.A.S.Johnson - Longifolia Gruppe: Sie enthält zwei Arten: - Persoonia elliptica R.Br. - Persoonia longifolia R.Br. - Arborea Gruppe: Sie enthält zwei Arten: - Persoonia arborea F.Muell. - Persoonia subvelutina L.A.S.Johnson - Gunnii Gruppe: Sie enthält drei Arten: - Persoonia gunnii Hook. f. - Persoonia moscalii Orchard - Persoonia muelleri (P.Parm.) Orchard - Dillwynioides Gruppe: Sie enthält drei Arten: - Persoonia cordifolia P.H.Weston - Persoonia dillwynioides Meisn. - Persoonia flexifolia R.Br. - Graminea Gruppe: Sie enthält zwei Arten: - Persoonia graminea R.Br. - Persoonia micranthera P.H.Weston - Chapmaniana Gruppe: Sie enthält zwei Arten: - Persoonia chapmaniana P.H.Weston - Persoonia pentasticha P.H.Weston - Quinquenervis Gruppe: Sie enthält etwa 13 Arten: - Persoonia acicularis F.Muell. - Persoonia angustiflora Benth. - Persoonia bowgada P.H.Weston - Persoonia filiformis P.H.Weston - Persoonia hexagona P.H.Weston - Persoonia papillosa P.H.Weston - Persoonia quinquenervis Hook. - Persoonia rudis Meisn. - Persoonia scabra R.Br. - Persoonia spathulata R.Br. - Persoonia striata R.Br. - Persoonia sulcata Meisn. - Persoonia trinervis Meisn. - Teretifolia Gruppe: Sie enthält etwa zehn Arten: - Persoonia biglandulosa P.H.Weston - Persoonia brachystylis F.Muell. - Persoonia comata Meisn. - Persoonia falcata R.Br. - Persoonia hakeiformis Meisn. - Persoonia kararae P.H.Weston - Persoonia saccata R.Br. - Persoonia saundersiana Kippist ex Meisn. - Persoonia stricta C.A.Gardner ex P.H.Weston - Persoonia teretifolia R.Br. | - Lanceolata Gruppe: Sie enthält etwa 50 Arten: - Persoonia acerosa Sieber - Persoonia acuminata L.A.S.Johnson & P.H.Weston - Persoonia adenantha Domin - Persoonia amaliae Domin - Persoonia asperula L.A.S.Johnson & P.H.Weston - Persoonia baeckeoides P.H.Weston - Persoonia bargoensis P.H.Weston & L.A.S.Johnson - Persoonia brevifolia (Benth.) L.A.S.Johnson & P.H.Weston - Persoonia chamaepeuce Lhotsky ex Meisn. - Persoonia chamaepitys A.Cunn. - Persoonia conjuncta L.A.S.Johnson & P.H.Weston - Persoonia coriacea Audas & P.Morris - Persoonia cornifolia A.Cunn. ex R.Br. - Persoonia curvifolia R.Br. - Persoonia cuspidifera L.A.S.Johnson & P.H.Weston - Persoonia cymbifolia P.H.Weston - Persoonia daphnoides A.Cunn. ex R.Br. - Persoonia fastigiata R.Br. - Persoonia glaucescens Sieber ex Spreng. - Persoonia helix P.H.Weston - Persoonia hirsuta Pers. - Persoonia iogyna P.H.Weston & L.A.S.Johnson - Persoonia isophylla L.A.S.Johnson & P.H.Weston - Persoonia juniperina Labill. - Persoonia katerae P.H.Weston & L.A.S.Johnson - Persoonia lanceolata Andrews - Persoonia laxa L.A.S.Johnson & P.H.Weston - Persoonia leucopogon S.Moore - Persoonia levis (Cav.) Domin - Persoonia linearis Andrews - Persoonia marginata A.Cunn. ex R.Br. - Persoonia media R.Br. - Persoonia microphylla R.Br. - Persoonia mollis R.Br. - Persoonia myrtilloides Sieber - Persoonia nutans R.Br. - Persoonia oblongata A.Cunn. ex R. Br. - Persoonia oleoides L.A.S.Johnson & P.H.Weston - Persoonia oxycoccoides Sieber ex Spreng. - Persoonia pertinax P.H.Weston - Persoonia pinifolia R.Br. - Persoonia procumbens L.A.S.Johnson & P.H.Weston - Persoonia prostrata R.Br. - Persoonia pungens W.Fitzg. - Persoonia recedens Gand. - Persoonia rigida R.Br. - Persoonia rufa L.A.S.Johnson & P.H.Weston - Persoonia sericea A.Cunn. ex R.Br. - Persoonia stradbrokensis Domin - Persoonia subtilis P.H.Weston & L.A.S.Johnson - Persoonia tenuifolia R.Br. - Persoonia terminalis L.A.S.Johnson & P.H.Weston - Persoonia tropica P.H.Weston & L.A.S.Johnson - Persoonia virgata R.Br. - Persoonia volcanica P.H.Weston & L.A.S.Johnson |

## Bilder

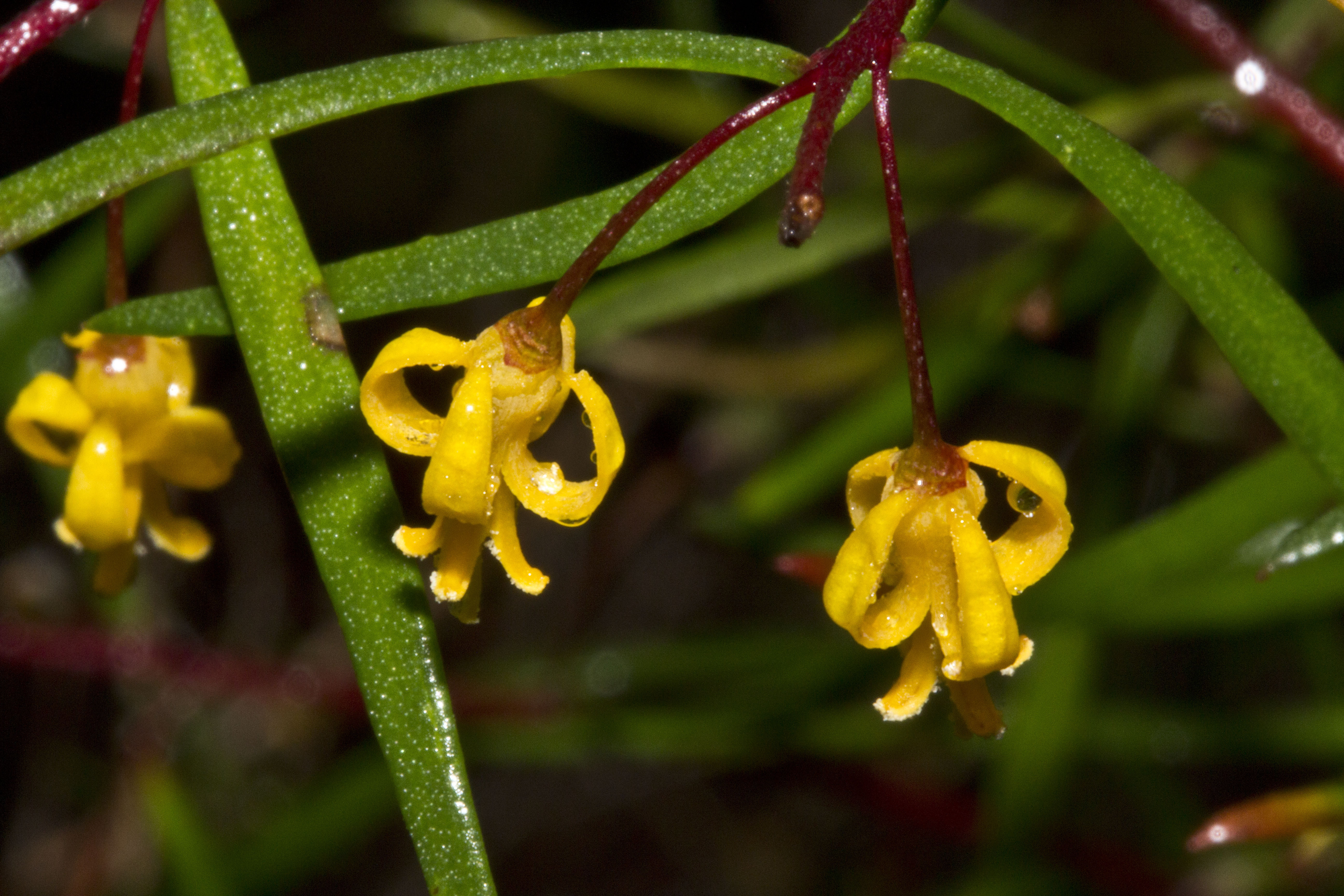
Blüten von Persoonia nutans.
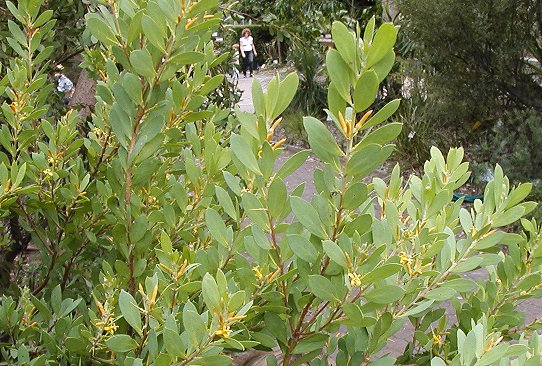
Persoonia lanceolata
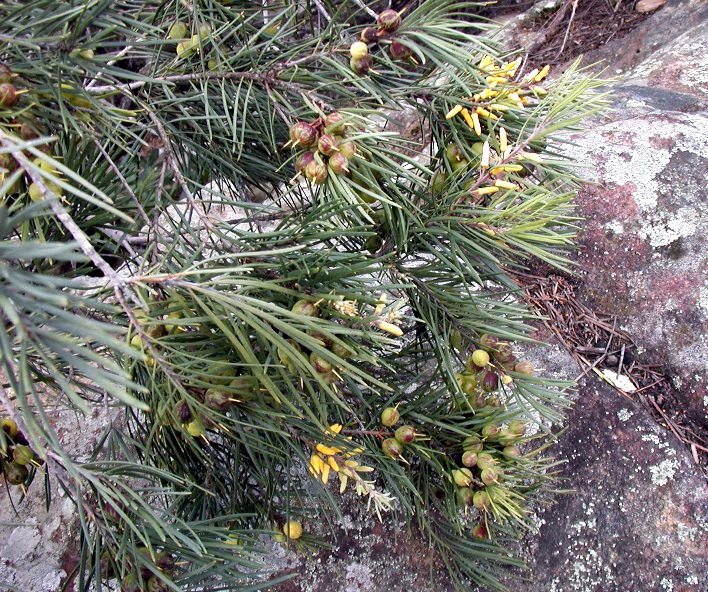
Früchte und Blüten von Persoonia linearis.
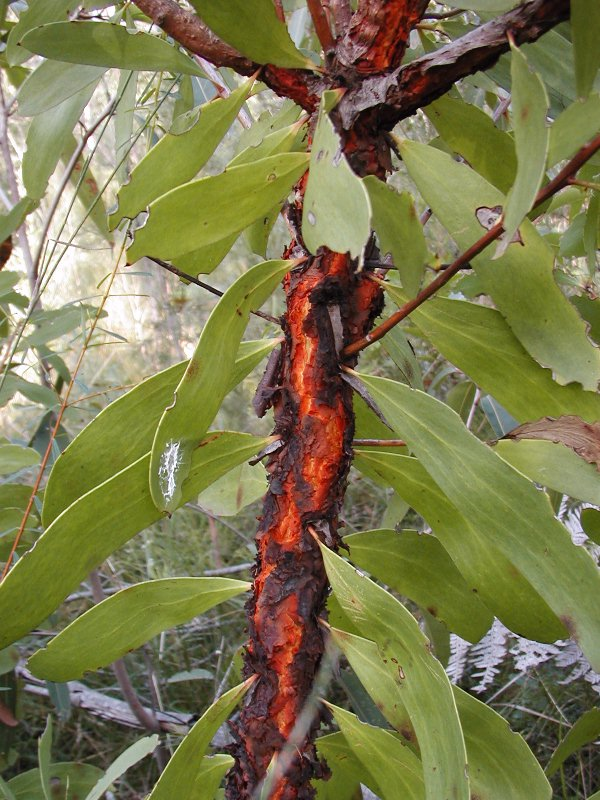
Rinde von Persoonia levis.
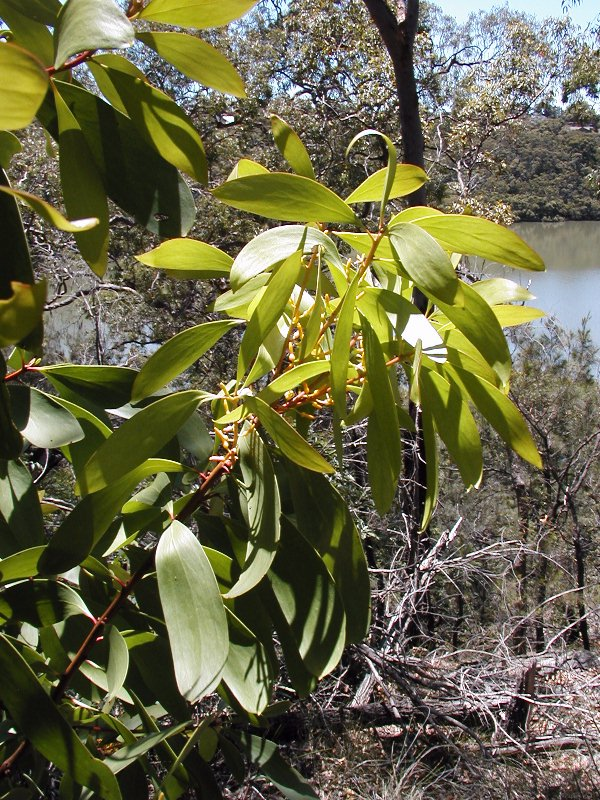
Laubblätter von Persoonia levis.